# Billy Connors (cómic)
William "Billy" Connors es un personaje ficticio que aparece en los cómics estadounidenses publicados por Marvel Comics. Por lo general, se lo representa como un personaje secundario de Spider-Man y el hijo del Dr. Curt Connors, también conocido como el Lagarto. Gran parte de la historia de su personaje trata sobre el trauma de los poderes incontrolables de su padre. Más tarde, a Billy le inyectaron la fórmula del lagarto de Curt para curarlo de un virus mortal, que también lo transformó en un lagarto antropomórfico.

## Historial de publicaciones
El personaje fue creado por Stan Lee y Steve Ditko y apareció por primera vez en The Amazing Spider-Man #6 (noviembre de 1963).

## Biografía ficticia
Billy nació en Florida de Curt y Martha Connors, el primero de los cuales es biólogo. La familia se mudó a la ciudad de Nueva York para que Curt pudiera continuar su investigación sobre el crecimiento de las extremidades. El resultado fue que Curt se transformó en el Lagarto y persiguió a Billy en un intento de comérselo. Afortunadamente, Billy fue rescatado por Spider-Man, quien hizo que su padre volviera a la normalidad con el antídoto de la Fórmula Lagarto.
Durante un arco argumental importante, Martha y Billy fueron secuestrados por la rama de Maggia liderada por Silvermane, que quería que Curt descifrara una tablilla antigua. Una vez más, Curt se transformó en el Lagarto y fue necesario el esfuerzo combinado de Spider-Man y la Antorcha Humana para salvar a Martha y Billy, quienes se reunieron felizmente con un Curt curado.
En un momento, Billy fue secuestrado por el villano Stegron, quien exigió que Curt lo ayudara a revivir un ejército de dinosaurios. Spider-Man y el Lagarto lucharon contra Stegron y salvaron a Billy de un destino terrible.
Curt finalmente decidió dejar a su familia, lo que entristeció mucho a Billy y Martha.
Sin embargo, Curt regresó y convirtió a Billy en otra criatura lagarto llamada Lagarto Jr., pero los dos fueron capturados y devueltos a la normalidad por Spider-Man.
Algún tiempo después, Curt menciona que Martha y Billy contrajeron cáncer. Martha murió mientras Billy sobrevivió, pero se vio obligado a vivir con su tía.
Durante la historia de The Gauntlet y Grim Hunt, Curt perdió la custodia de Billy. Más tarde, el Lagarto devoró a Billy, lo que provocó que el Lagarto se convirtiera en una criatura llamada Shed.
En un período previo a la historia de Dead No More: The Clone Conspiracy, Billy fue revivido por la aparición del Chacal de Ben Reilly, junto con Martha, para motivar a Curt a trabajar para él.Cuando New U Technologies de repente estalla en un tumulto, Curt se lleva a Billy y Martha, quien afirma que puede curarlos del Virus Carrion.A Billy y Martha se les inyecta la fórmula Lagarto, que les salva la vida, pero también los transforma en lagartos antropomórficos.
Mientras Billy y su familia han comenzado a vivir pacíficamente en las alcantarillas, recibiendo visitas amistosas ocasionales de Peter Parker y Mary Jane Watson, él ha comenzado a hablar abiertamente de su anhelo de visitar el mundo exterior y asistir a una escuela normal; Y agregó que los niños con apariencias y habilidades inusuales también han comenzado a asistir. A pesar de esto, su padre rechaza enojado sus súplicas y él, a su vez, ha comenzado a rebelarse.
Durante la historia de Hunted, Billy es capturado y utilizado como rehén por Kraven el Cazador como parte de los esfuerzos de Kraven para probar a su "descendencia" clonada, el Último Hijo de Kraven, y provocar que Spider-Man se convierta en el "cazador" que Kraven siente que su enemigo debería ser. Cuando está atrapado en una jaula con Curt, Spider-Man se entera de que Curt llevó a Billy con el Doctor Strange después de su resurrección, quien confirmó que, por razones que no puede entender (ambos desconocen que el método de "reanimación" de Reilly había restaurado las almas de todos los clonados del fallecido), Billy no es "sólo" un clon del original, sino que en realidad es el alma de Billy renacida en su cuerpo clonado, lo que lleva a Curt a estar dispuesto a tomar cualquier medida necesaria para proteger a su hijo.

## Otras versiones

### Ultimate Marvel
En el Universo Ultimate Marvel, Billy vive con su madre debido a que ella se divorció de Curt.

### What If?
En una edición de What If? que pregunta "¿Qué pasaría si Spider-Man matara al Lagarto?", Billy se entera de que su padre era el Lagarto y jura vengarse de Spider-Man por asesinarlo. Billy intencionalmente amputa su brazo para ser como su padre y luego recibe la visita de Calipso, quien le da un elixir que lo transforma en otro monstruo lagarto.

## En otros medios

### Televisión
- Billy Connors, rebautizado como Billy Conner, aparece en Spider-Man (1967), con la voz de Billie Mae Richards.
- Billy Connors aparece en Spider-Man (1994), con la voz de Toby Scott Ganger.[15]
- Billy Connors aparece en The Spectacular Spider-Man, con la voz de Max Burkholder. Esta versión muestra una visión positiva de la vida y, a menudo, pasa el rato en el laboratorio de la Universidad Empire State (ESU) donde trabajan sus padres científicos.[16]

### Película
Billy Connors aparece en una escena eliminada de  The Amazing Spider-Man (2012), interpretado por Miles Elliot.